# Ma Xiangjun
Ma Xiangjun (n. 30 octombrie 1964, Qingdao, Republica Populară Chineză) este o arcașă ce a reprezentat Republica Populară Chineză, medaliată olimpică. A participat la două ediție ale Jocurilor Olimpice (1988, 1992) în care a câștigat o medalie de argint.